# 月刊メジャー・リーグ
月刊メジャー・リーグ（げっかんメジャーリーグ）は、ベースボール・マガジン社がかつて発行していた大リーグ専門誌。毎月10日発売。定価800円。

## 概要
創刊号は1997年8月号。当時は野茂英雄がメジャーで活躍を続け、日本人投手が次々と海を渡っていた時期であった。日本における大リーグ専門誌の先駆けとして大リーグファン向けに様々な情報や特集記事を掲載。
2008年6月号をもって月刊誌としての11年の幕を下ろした。以降は、不定期での刊行としている。

## 主な連載
- メジャー・リーガーのテクニック＆ツール
- 各球団マンスリー・リポート
- スーパースター列伝
- マイナー・リーグへの招待
- 連続写真に見る大リーガーのテクニック
- 小林克也の英語で楽しむメジャーリーグ
- ベースボール・カード・フリーク倶楽部
- 今月の一冊＆アメリカ野球映画シネマ館
- 連載コラム ポール・ホワイトの「目からウロコっ!」
- ザ職人
- 誇り高き歴史を築いた男たち
- 20世紀の記憶
- ウェブ＋MLB＝?